# Крышевание
«Крышева́ние» (от слова крыша) — обеспечение защиты бизнеса, в том числе незаконного, со стороны государственных, правоохранительных или криминальных структур («крыши») за вознаграждение на постоянной основе. Этим понятием стали широко пользоваться с начала 1990-х годов в СНГ после смены политического и экономического строя и легализации и распространения частного предпринимательства.

## История

### Советский период
В связи с зарождением в СССР теневой экономики в условиях дефицита товаров и услуг некоторые хозяйственные деятели организовали нелегальные производства. К ним примыкали лица, занимающиеся скупкой товаров и дальнейшей их перепродажей по более высокой цене (спекулянты, фарцовщики). В случаях, когда не имелось возможности обратиться за помощью к милиции, нелегальные предприниматели попадали под защиту общеуголовной преступности.
В 1979 году в Кисловодске произошла встреча («сходка») криминальных лидеров («воров в законе») и нелегальных предпринимателей («цеховиков»). По результатам встречи была достигнута договорённость о выплате предпринимателями 10 % их доходов в обмен на безопасность.
Принятие в мае 1988 года Закона СССР «О кооперации» способствовало становлению будущего российского бизнеса и, вместе с тем, усилению позиций организованной преступности.

### 1990-е годы
Неразвитость (или отсутствие) новых государственных институтов (арбитраж, суд, налогообложение), а также криминальные привычки значительной части населения привели к тому, что эти функции фактически взяла на себя организованная преступность.
С начала 1990-х годов под контроль «бандитских крыш» стали переходить легальные виды бизнеса. По данным А. И. Гурова, к середине 1990-х годов под их контролем находилось 85 % коммерческих предприятий. Преступники изымали до 20—30 % доходов предпринимателей.
С принятием 11 марта 1992 года закона «О частной детективной и охранной деятельности» была разрешена деятельность частных охранных предприятий, штат которых стали пополнять бывшие сотрудники силовых структур. Этому способствовали реорганизации бывшего КГБ, милиции и армии (спецподразделения и ГРУ), за которыми следовал отток квалифицированных кадров (другим фактором увольнения был кризис бюджетного финансирования). К концу 1997 года насчитывалось более 10 тыс. частных охранных и детективных структур и организаций, в которых работали более 140 тыс. человек. К концу 1990-х годов численность сотрудников частных охранных предприятий и служб безопасности превышала 850 тыс. человек. Крупные компании и банки начали формировать собственные службы безопасности. Но зачастую частные охранные предприятия были крышей, как это называли на своем жаргоне разведчики, то есть легальным прикрытием для преступных группировок.

### 2000-е годы
Кроме того, поборами с предпринимателей в обмен на «решение проблем» стали активно заниматься сотрудники правоохранительных органов, таких, как МВД («синяя крыша») и ФСБ («красная крыша»). С точки зрения бизнеса, переход под «милицейскую крышу» имел важные преимущества: более низкая плата за услуги, высокая квалификация, меньший риск, использование ресурсов своих ведомств. К 2000-м и 2010-м годам «красные» и «синие» крыши стали доминировать в сфере легального бизнеса.
В современном законодательстве Российской Федерации крышевание как самостоятельный вид антиобщественной деятельности не рассматривается и не кодифицируется, что препятствует противодействию ему на основе нормативов ГК и УК.

## Виды
Некоторые исследователи выделяют три вида «крыш»:
- Криминальные структуры («бандитская крыша»)
- Правоохранительные органы
  - МВД («синяя крыша»)
  - ФСБ («красная крыша»)
- Частные службы безопасности («коммерческая крыша»)

## Политики о «крышевании»
- 24 декабря 2001 года в прямом эфире ОРТ и РТР, отвечая на вопросы, Президент России Владимир Путин высказался о существовании проблемы «крышевания»[11].
- В феврале 2006 года министр экономики Герман Греф, выступая в эфире телеканала НТВ, сказал, что «сегодня нормальный средний или даже относительно крупный бизнес — я уже не говорю о малых предпринимателях — не может существовать без крыши»[12]. Министр сделал выступление в связи с принятием законопроектов по проблеме рейдерства (захвата чужого бизнеса).